# Elias Nassar
Elias Nassar (* 25. Oktober 1960 in Sarba, Libanon) ist ein libanesischer Geistlicher und emeritierter maronitischer Bischof von Sidon.

## Leben
Elias Nassar empfing am 18. August 1990 die Priesterweihe für die Eparchie Sidon. Die Synode der Maronitischen Kirche wählte ihn am 24. September 2005 zum Bischof von Sidon. Die Bestätigung durch den Heiligen Stuhl erfolgte am 28. Dezember 2005. Der maronitische Patriarch von Antiochien, Nasrallah Boutros Kardinal Sfeir, spendete ihm am 16. Februar des folgenden Jahres die Bischofsweihe. Mitkonsekratoren waren Weihbischof Roland Aboujaoudé und sein Amtsvorgänger Tanios El Khoury.
Bischof Elias Nassar war seit 2009 Präsident der bischöflichen Kommission für die missionarische Zusammenarbeit unter den Kirchen. Als Teilnehmer an der Bischofssynode für den Nahen Osten im Oktober 2010 forderte er mit Nachdruck, den Dialog mit dem Islam zu intensivieren. Er lobte die gegenseitige Bereicherung von Christentum und Islam und unterstrich, dass seit vierzehnhundert Jahren ein Zusammenleben zwischen Christen und Muslimen gewährleistet worden sei.
Papst Franziskus nahm am 30. Januar 2017 seinen Rücktritt als Bischof von Sidon an.